# Надыршин, Рустам Шавкатович
Рустам Шавкатович Надыршин (родился 27 сентября 1982 года) — российский хореограф, автор и режиссёр-постановщик.

## Биография и карьера
Рустам Надыршин родился 27 сентября 1982 года в городе Фрунзе (Киргизcкой ССР), в семье инженера-энергетика и товароведа. Рустам начал заниматься танцами с раннего детства благодаря своим родителям, которые записали его в детский танцевальный коллектив. Надыршин один из первых выпускников образцового хореографического ансамбля «Шаттык» Помимо хореографии, закончил музыкальную школу по классу баян.
В 17 лет Рустам основал детскую хореографическую студию «Звёздный дождь» и стал ее художественным руководителем совмещая эту работу с выступлениями в шоу-балете и народном коллективе.
Работал в танцевальном коллективе «Адеми». Выступал в хореографическом ансамбле при мэрии города Бишкек.
Высшее образование: Рустам Надыршин закончил 2 курса в Институте Искусств им Б. Бейшеналиевой в Киргизии, а затем продолжил обучение в Санкт-Петербургский государственный университет культуры и искусств (СПБГУКИ) на отделении хореографии.

## Семья
- Супруга — Надыршина (Иванова) Марина Викторовна
- Дети — Надыршин Роберт Рустамович и Кристина Рустамовна.
- Отец — Надыршин Шавкат Фатыхович — инженер энергетик
- Мать — Надыршина (Хаснутдинова) Нафиса Гайнулловна — товаровед, повар, бизнесвумен.

## Творческая деятельность
Во время учёбы в университете параллельно работал в шоу балете клуба «Остров». После окончания университета создал свой шоу балет «Шторм», где соединил классический танец, современную хореографию и брейк данс. Через некоторое время появился фильм «Шаг вперёд», где также был микс этих жанров.
После раскручивания собственного шоу-балетa, Рустам Надыршин перешел в «Романтический театр», где он участвовал в спектаклях «Искушение» под руководством Юрия Горошевского.
```
 10 июня 2009 года создал Санкт-Петербургский театр танца «Шторм» Шоу под дождем
[
3
]
.(с 2025г, ранее - 
«Искушение»
)  Надыршин является автором постановок. Коллектив Рустама «Шоу под дождем» побывал более чем 400 городах России и всего мира
[
4
]
. 
```

Также Рустам является хореографом-постановщиком на различных массовых мероприятиях.

## Постановки
```
● «Красота над Невой. Шоу невест»
● «Шоу от Бакарди»
● Флешмоб на воде «
Алые паруса
»
● «
День города
» в Санкт-Петербурге
● Шоу для детей «
Русалочка
» и «Русалочка 2» Ёлки на воде Марии Киселевой.
```

Был солистом «Шоу Эстель» в постановке Луковского.
Рустам Надыршин вошел в пятерку лучших хореографов России и был признан одним из 20 самых успешных людей Санкт-Петербурга по версии журнала «Fine».
Три года подряд был лауреатом премии «Лучшие проекты России» 

## Театральные работы
1. Спектакль-шоу "Только ты"
2. Шоу под дождем I."Между мной и тобой" (2011)
3. Шоу под дождем II. «Дышу тобой» (2013)
4. Шоу под дождем III. «Только для женщин»
5. Шоу под дождем IV. «Мужчина vs Женщина»
6. Шоу под дождем V. «Признание в любви»
7. Шоу под дождем «Нам 10 лет»
8. Шоу под дождем VII «И где.. Счастье?!»
9. Шоу под дождем «История 15 лет» (2025)